# Remco Evenepoel
Remco Evenepoel (ur. 25 stycznia 2000 w Aalst) – belgijski kolarz szosowy. Mistrz olimpijski w jeździe indywidualnej na czas i w wyścigu ze startu wspólnego (2024), mistrz świata w wyścigu ze startu wspólnego (2022) oraz w indywidualnej jeździe na czas (2023, 2024), zwycięzca Vuelta a España (2022). Zawodnik należącej do dywizji UCI WorldTeams drużyny Soudal Quick-Step.
Karierę sportową rozpoczął jako piłkarz. Grał na pozycji lewego obrońcy w młodzieżowych drużynach PSV Eindhoven, RSC Anderlecht i KV Mechelen. Rozegrał również cztery mecze w reprezentacji Belgii U-15 oraz pięć w U-16.
Podczas Giro di Lombardia 2020 doznał poważnego wypadku, w którym między innymi złamał miednicę – w efekcie opuścił resztę sezonu 2020.
Syn Patricka Evenepoela, również kolarza, którego największym osiągnięciem było zwycięstwo w Grand Prix de Wallonie 1993.
W 2024 reprezentował Belgię na Letnich Igrzyskach Olimpijskich w Paryżu, gdzie jako pierwszy kolarz w historii wywalczył złoty medal zarówno w jeździe indywidualnej na czas jak również w wyścigu ze startu wspólnego.

## Najważniejsze osiągnięcia
2017
- 1. miejsce na etapie 2b Aubel-Thimister-La Gleize
- 1. miejsce w La route des Géants
- 1. miejsce w La Philippe Gilbert juniors

2018
- 1. miejsce w Kuurne-Bruksela-Kuurne juniorów
- 1. miejsce w Guido Reybrouck Classic
- 1. miejsce w mistrzostwach Belgii juniorów (jazda ind. na czas)
- 1. miejsce w Wyścigu Pokoju Juniorów
  - 1. miejsce na etapie 2a (jazda ind. na czas) i 4.
- 1. miejsce w Trophée Centre Morbihan
  - 1. miejsce na 1. etapie
- 1. miejsce w mistrzostwach Belgii juniorów
- 1. miejsce w GP Général Patton
  - 1. miejsce na 1. i 2. etapie
- 1. miejsce w mistrzostwach Europy (jazda ind. na czas) juniorów
- 1. miejsce w mistrzostwach Europy juniorów
- 1. miejsce w Aubel-Thimister-Stavelot
  - 1. miejsce na 3. etapie
- 1. miejsce w Giro della Lunigiana
  - 1. miejsce na etapach 1a, 2. i 4.
- 1. miejsce w mistrzostwach świata juniorów (jazda ind. na czas)
- 1. miejsce w mistrzostwach świata juniorów

2019
- 1. miejsce w Baloise Belgium Tour
  - 1. miejsce na 2. etapie
- 1. miejsce na 3. etapie Adriatica Ionica Race
- 1. miejsce na Clásica de San Sebastián
- 1. miejsce w mistrzostwach Europy (jazda ind. na czas)
- 2. miejsce w  mistrzostwach świata (jazda ind. na czas)

2020
- 1. miejsce w Vuelta a San Juan
  - 1. miejsce na 3. etapie
- 1. miejsce w Volta ao Algarve
  - 1. miejsce na 2. i 5. etapie
- 1. miejsce w Vuelta a Burgos
  - 1. miejsce na 3. etapie
- 1. miejsce w Tour de Pologne
  - 1. miejsce na 4. etapie

2021
- 1. miejsce w Baloise Belgium Tour
  - 1. miejsce na 2. etapie
- 2. miejsce w mistrzostwach Belgii (jazda ind. na czas)
- 3. miejsce w mistrzostwach Belgii (start wspólny)
- 1. miejsce w Danmark Rundt
  - 1. miejsce w klasyfikacji młodzieżowej
  - 1. miejsce na 3. i 5. etapie
- 1. miejsce w Druivenkoers Overijse
- 1. miejsce w Brussels Cycling Classic
- 3. miejsce w mistrzostwach Europy (jazda ind. na czas)
- 2. miejsce w mistrzostwach Europy (start wspólny)
- 3. miejsce w mistrzostwach świata (jazda ind. na czas)
- 1. miejsce w Coppa Bernocchi

2022
- 2. miejsce w Volta a la Comunitat Valenciana
  - 1. miejsce w klasyfikacji młodzieżowej
  - 1. miejsce na 1. etapie
- 1. miejsce w Volta ao Algarve
  - 1. miejsce w klasyfikacji młodzieżowej
  - 1. miejsce na 4. etapie
- 1. miejsce w klasyfikacji młodzieżowej Vuelta al País Vasco
- 1. miejsce w Liège-Bastogne-Liège
- 1. miejsce w Tour of Norway
  - 1. miejsce w klasyfikacji młodzieżowej
  - 1. miejsce na 1., 3. i 5. etapie
- 1. miejsce na 8. etapie Tour de Suisse
- 1. miejsce w mistrzostwach Belgii (jazda ind. na czas)
- 1. miejsce w Clásica de San Sebastián
- 1. miejsce w Vuelta a España
  - 1. miejsce w klasyfikacji młodzieżowej
  - 1. miejsce na 10. i 18. etapie
- 3. miejsce w mistrzostwach świata (jazda ind. na czas)
- 1. miejsce w mistrzostwach świata (start wspólny)

2023
- 1. miejsce w UAE Tour
  - 1. miejsce w klasyfikacji młodzieżowej
- 2. miejsce w Volta Ciclista a Catalunya
  - 1. miejsce w klasyfikacji górskiej
  - 1. miejsce w klasyfikacji młodzieżowej
  - 1. miejsce na 3. i 7. etapie
- 1. miejsce w Liège-Bastogne-Liège
- 1. miejsce na 1. i 9. etapie Giro d’Italia
- 3. miejsce w Tour de Suisse
  - 1. miejsce na 7. etapie
- 1. miejsce w mistrzostwach Belgii (start wspólny)
- 1. miejsce w Clásica de San Sebastián
- 1. miejsce w mistrzostwach świata (jazda ind. na czas)
- 1. miejsce na 3., 14. i 18. etapie Vuelta a España
  - 1. miejsce w klasyfikacji górskiej
- 2. miejsce w Chrono des Nations

2024
- 1. miejsce w Figueira Champions Classic
- 1 miejsce w Volta ao Algarve
  - 1. miejsce na 4. etapie
- 2. miejsce w Paryż-Nicea
  - 1. miejsce w klasyfikacji górskiej
  - 1. miejsce w klasyfikacji punktowej
  - 1. miejsce na 8. etapie
- 1. miejsce na 4. etapie Critérium du Dauphiné
- 3. miejsce w Tour de France
  - 1. miejsce w klasyfikacji młodzieżowej
  - 1. miejsce na 7. etapie
- 1. miejsce w igrzyskach olimpijskich (jazda ind. na czas)
- 1. miejsce w igrzyskach olimpijskich (start wspólny)
- 1. miejsce w mistrzostwach świata (jazda ind. na czas)

## Starty w Wielkich Tourach
| Grand Tour | 2021 | 2022 | 2023 | 2024 |
| ---------- | ---- | ---- | ---- | ---- |
| Giro       | DNF  | –    | DNF  | –    |
| Tour       | –    | –    | –    | 3.   |
| Vuelta     | –    | 1.   | 12.  | –    |

## Rankingi
| Rok             | 2019 | 2020 | 2021 | 2022 | 2023 | 2024 |
| --------------- | ---- | ---- | ---- | ---- | ---- | ---- |
| World Ranking   | 39.  | 20.  | 14.  | 3.   | 3.   | 2.   |
| UCI Europe Tour | 29.  | 18.  | 11.  | 3.   | 3.   | 2.   |
|                 |      |      |      |      |      |      |
| Źródło: UCI     |      |      |      |      |      |      |